# گرند روی
گرند روی (به لاتین: Grand Roy) یک منطقهٔ مسکونی در گرنادا است که در Saint John Parish, Grenada واقع شده‌است. گرند روی ۲٬۴۰۰ نفر جمعیت دارد و ۲۷ متر بالاتر از سطح دریا واقع شده‌است.